# Branchinecta cornigera
Branchinecta cornigera är en kräftdjursart som beskrevs av Lynch 1958. Branchinecta cornigera ingår i släktet Branchinecta och familjen Branchinectidae. Inga underarter finns listade.